# Tunga bondari
Tunga bondari (лат.) — вид блох из семейства Tungidae. Южная Америка: Бразилия.

## Описание
Паразиты различных видов млекопитающих, среди хозяев муравьеды: четырёхпалый муравьед (Tamandua tetradactyla, Myrmecophagidae).
Размер неосом (гипертрофированных самок; длина, ширина, высота): 6×6×5 мм.